# Arisa Murata
Arisa Murata (村田愛里咲?, Murata Arisa; Kitakyūshū, 17 ottobre 1990) è una sciatrice freestyle giapponese, specialista nelle gobbe.
Nel 2018 ha preso parte alle Olimpiadi di Pyeongchang, venendo eliminata nel primo turno della finale e classificandosi diciottesima nella gara di gobbe.

## Palmarès

### Coppa del Mondo
- Miglior piazzamento in classifica generale: 15ª nel 2013.
- 1 podio:
  - 1 terzo posto